# Збірна Таїті з футболу
Збі́рна Таї́ті з футбо́лу — національна команда Французької Полінезії, виступає під егідою Федерації футболу Таїті (фр. Fédération Tahitienne de Football), заснована в 1989 році. Таїті — член ФІФА і Конфедерації футболу Океанії з 1990 року. Команда жодного разу не пройшла кваліфікації на чемпіонат світу. Найвище досягнення — перемога на Кубку націй ОФК 2012 і другі місця на турнірах 1973, 1980 і 1996 років. 2009 року молодіжна збірна (до 20 років) потрапила до фінального раунду чемпіонату світу серед молодіжних команд в Єгипті, де програла всі 3 гри групового етапу з загальним рахунком 0:21.
Станом на 28 листопада 2024 посідає 153-e місце у рейтингу футбольних збірних світу.

## Чемпіонат світу
- 1930 до 1990 — не брала участь
- 1994 до 2026 — не пройшла кваліфікацію

## Кубок націй ОФК
- 1973 — 2-е місце (Фінал: Нова Зеландія — Таїті 2:0)
- 1980 — 2-е місце (Фінал: Австралія — Таїті 4:2)
- 1996 — 2-е місце (Фінал: Австралія — Таїті 6:0, 5:0)
- 1998 — 4-е місце
- 2000 — груповий етап
- 2002 — 3-е місце
- 2004 — 4-е місце
- 2008 — не пройшла кваліфікацію
- 2012 — чемпіони
- 2016 — груповий етап
- 2024 — 3-е місце

## Південнотихоокеанські ігри
- 1963 — 3 місце
- 1966 — 1 місце
- 1969 — 2 місце
- 1971 — 3 місце
- 1975 — 1 місце
- 1979 — 1 місце
- 1983 — 1 місце
- 1987 — 2 місце
- 1991 — 1 раунд
- 1995 — 1 місце
- 2003 — 4 місце
- 2007 — 1 раунд

## Тренери
- Ф. Вернодон (1973)
- Умберто Моттіні (1995–1996)
- Джерард Каутаі (1996)
- Ален Руссо / Едді Руссо (1997–1998)
- Патрік Жакме (2002)
- Джерард Каутаі (2004)
- Едді Етаета (2010–)